# Castelo de Ferreira de Aves
O Castelo de Ferreira de Aves, também referido como Torre de Ferreira de Aves, localiza-se na freguesia homónima, no município de Sátão, distrito de Viseu, em Portugal.
O Castelo de Ferreira de Aves encontra-se classificado como Imóvel de Interesse Público por Decreto publicado em 21 de Dezembro de 1974.

## História
A povoação recebeu Foral na década de 1110, outorgado por D. Afonso Henriques (1112-1185).
Foi alçada à condição de marquesado entre o final do século XV e o início do século XVI, tendo como titular Rodrigo de Melo (1488 - Évora, 1545).